# Hrybowa Rudnia (stacja kolejowa)
Hrybowa Rudnia (ukr. Грибова Рудня, ros. Грибова Рудня) – stacja kolejowa w miejscowości Ołesznia, w rejonie czernihowskim, w obwodzie czernihowskim, na Ukrainie. Położona jest na linii Homel - Czernihów.
Nazwa pochodzi od pobliskiej wsi Hrybowej Rudni.